# Mit besten Empfehlungen
Mit besten Empfehlungen ist eine österreichische, lustspielhafte Filmsatire aus dem Jahre 1963 mit Georg Thomalla, Gunther Philipp und Adrian Hoven in den Hauptrollen. Das Drehbuch entstand nach einem Bühnenstück von Hans Schubert.

## Handlung
Ferdinand Blume ist ein kleiner, sehr agiler Angestellter, der seinen Vorgesetzten in nimmermüder Aktivität ständig Verbesserungsvorschläge bei bürokratischen Abläufen einreicht. Bislang fand keine seiner Vorschläge je Beachtung bei der am Rand des Bankrotts jonglierenden Firmenleitung. Dies soll sich schlagartig ändern, als eines Tages das Gerücht umgeht, dass Blume höchste Protektion genießt: die des Herrn Ministers. Da der Minister über staatliche Aufträge zu entscheiden hat und somit die Firma wieder zum Erblühen bringen könnte, beginnt urplötzlich der schier unaufhaltsame Aufstieg Ferdinands, der sich das selbst am wenigsten erklären kann.
Als eines Tages ein gewisser Otto Alhoys ins Spiel kommt und es sich herausstellt, dass vielmehr er in engem Kontakt mit dem Herrn Minister steht, rutscht Ferdinand Blume ebenso schnell wieder die Karriereleiter herunter wie er sie kurz zuvor erklommen hat. Da aber Blume in dieser Zeit mit seinen Aktivitäten durchaus überzeugen konnte, hat er bald bei seiner Ansprechpartnerin Frau Hartmann ebenso ein Stein im Brett wie bei seinem Kollegen und Freund Hans Neubauer und dem Oberboss, Generaldirektor Brock.

## Produktionsnotizen
Mit besten Empfehlungen entstand im Frühjahr 1963 in Wien und fand seine bundesdeutsche Uraufführung war am 17. Mai 1963. Im heimatlichen Österreich wurde der Streifen erstmals am 27. September 1963 gezeigt.
Günter Eulau hatte die Produktionsleitung. Die Bauten stammen aus der Hand von Ferry Windberger. Otto Schmöle gab hier seine Abschiedsvorstellung im Kinofilm.
Der Spiegel berichtete in seiner Ausgabe vom 10. April 1963 in einer kurzen Meldung von Nachmanns Inszenierung und wies darauf hin, dass Mit besten Empfehlungen stark von der bundesrepublikanischen Onkel-Aloys-Affäre des Vorjahres inspiriert worden war und, laut Regisseur Nachmann, sich als Filmstoff „geradezu aufgedrängt“ habe.
Der Film misslang laut Produzent Karl Spiehs „paradoxerweise“ und wurde ein „Totalflop“, obwohl das Theaterstück zuvor mit Ernst Waldbrunn, Rudolf Platte und Heinz Erhardt ein Erfolg war und nach dem Film mit Walter Roderer erneut ein Riesenhit wurde.

## Kritiken
Der Film wurde durchgängig verrissen. Nachfolgend eine kurze Auswahl:

„Plumpe politische Anspielungen sollen bei dem primitiven, überwiegend klamottenhaften Lustspiel geistigen Gehalt vortäuschen.“

Paimann’s Filmlisten resümierte: „Der gegenwartsnahe Vorwurf und dessen, im Theater menschlicher verkörperte, Hauptrolle sind – direkter und lauter aufgefasst – zur verklamaukten Satire verwandelt.“

„Klamottenhafte Komödie mit bemühten Anspielungen auf das politische Leben in der Bundesrepublik. (…) Zu den Fehlleistungen des primitiven Films, der sämtliche Stilmöglichkeiten des zeitgenössischen politischen Kabaretts ignoriert, gehört beispielsweise die instinktlose Einbeziehung der Entwicklungshilfe.“